# Nāḩiyat ‘Ayn al Fījah
Nāḩiyat ‘Ayn al Fījah (arabiska: ناحية الفيجة, ناحية عين الفيجة) är ett subdistrikt i Syrien.   Det ligger i provinsen Rif Dimashq, i den sydvästra delen av landet, 17 km nordväst om huvudstaden Damaskus.
Trakten runt Nāḩiyat ‘Ayn al Fījah är ofruktbar med lite eller ingen växtlighet. Runt Nāḩiyat ‘Ayn al Fījah är det ganska tätbefolkat, med 75 invånare per kvadratkilometer.